# Пшонжево
Пшонжево (пол. Przążewo) — село в Польщі, у гміні Цеханув Цехановського повіту Мазовецького воєводства.
Населення — 106 осіб (2011).
У 1975-1998 роках село належало до Цехановського воєводства.

## Демографія
Демографічна структура станом на 31 березня 2011 року:
|          | Загалом | Допрацездатний вік | Працездатний вік | Постпрацездатний вік |
| -------- | ------- | ------------------ | ---------------- | -------------------- |
| Чоловіки | 49      | 8                  | 34               | 7                    |
| Жінки    | 57      | 13                 | 31               | 13                   |
| Разом    | 106     | 21                 | 65               | 20                   |